# Anne Bucher
Anne Bucher ist eine französische EU-Beamtin und amtiert seit 1. Oktober 2018 als Generaldirektorin der Generaldirektion Gesundheit und Lebensmittelsicherheit.

## Leben
Anne Bucher erzielte 1981 Masterabschlüsse in den Fächern Wirtschaft und Statistik. Sie wurde 1983 in angewandter Makroökonomie an der Pariser École des Hautes Études en Sciences Sociales promoviert. 
Anschließend trat sie in den Dienst der Europäischen Kommission, zunächst bis 1988 für die Generaldirektion Wirtschaft und Finanzen (GD ECFIN). Danach war sie für vier Jahre Wirtschaftsberaterin bei der EU-Delegation für Sambia. Anschließend amtierte sie bis 1995 als Referentin für die EU-Erweiterung und die osteuropäischen Staaten. Als Leiterin der Gruppe Evaluation arbeitete sie anschließend bis zum Jahr 2000 in der Generaldirektion Beschäftigung und Soziales. Sie wechselte 2003 als Leiterin der Abteilung „Wirtschaftliche Analyse der Besteuerung“ in die Generaldirektion Steuern und Zollunion. Danach leitete sie bis 2008 das Strategiereferat in der Generaldirektion Informationsgesellschaft, dort gefolgt von einer Zeit bis 2011 als Direktorin für Ressourcen. Anschließend wechselte sie in zurück in die GD ECFIN als Direktorin für Wettbewerb und Strukturreform und war dort von Juli 2015 bis Februar 2016 geschäftsführende stellvertretende Generaldirektorin. Daran schloss sich ihre Position als Vorsitzende des Ausschusses für Regulierungskontrolle der Europäischen Kommission bis September 2018 an. Seit 1. Oktober leitet sie die Generaldirektion Gesundheit und Lebensmittelsicherheit.